# Michal Kubačka
Michal Kubačka (* 10. prosince 1935 Dolný Kubín) je bývalý slovenský fotbalový brankář.

## Hráčská kariéra
V československé lize chytal za Slovan Nitra (09.08.1959–10.05.1963). V nižších soutěžích nastupoval také za Spartak Dolný Kubín a Spartak Vráble. S fotbalem začal ve svém rodišti až v osmnácti letech. V brance Nitry byl nástupcem Štefana Lešického, byl u prvního postupu do federální ligy v sezoně 1958/59, stříbrné příčky v I. lize v ročníku 1961/62 i nečekaného sestupu o sezonu později.
Se Slovanem Nitra se probojoval do finále Středoevropského poháru v ročníku 1961/62 proti Boloni, jejíž mužstvo o dva roky později dobylo svůj zatím poslední titul v italské lize. Odchytal první finálové utkání, které se hrálo ve středu 14. března 1962 v Nitře a skončilo nerozhodně 2:2. Odveta v Itálii se hrála ve středu 4. dubna 1962, domácí ji vyhráli 3:0 a stali se potřetí v historii vítězem Středoevropského poháru (poprvé 1932, podruhé 1934).

### Prvoligová bilance
| Ročník             | Zápasy | Góly | Minuty | Nuly | Klub            |
| ------------------ | ------ | ---- | ------ | ---- | --------------- |
| I. liga 1959/60    | 12     | 0    | 1 080  | 1    | TJ Slovan Nitra |
| I. liga 1960/61    | 1      | 0    | 31     | 0    | TJ Slovan Nitra |
| I. liga 1961/62    | 6      | 0    | 495    | 3    | TJ Slovan Nitra |
| I. liga 1962/63    | 8      | 0    | 576    | 1    | TJ Slovan Nitra |
| CELKEM I. ČS. LIGA | 27     | 0    | 2 182  | 5    |                 |